# Lacabarède
 Lacabarède  là một xã trong tỉnh Tarn thuộc vùng Occitanie ở miền nam nước Pháp. Xã này nằm ở khu vực có độ cao trung bình 300 mét trên mực nước biển.
Sông Thoré tạo thành ranh giới phía bắc thị trấn.